# Fernando de Noronha (alcaide-mor)

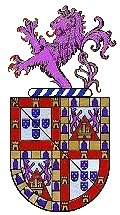
Brasão de Armas da família Noronha.

D. Fernando de Noronha, alcaide-mor de Salir (c. 1450  — 1509), foi fidalgo da Casa Real, Cavaleiro, do Conselho do rei D. João II de Portugal, do rei D. Afonso V de Portugal, e de D. Manuel I de Portugal, Guarda-mor e Governador da Casa de Joana de Trastâmara. Foi alcaide-mor do Castelo de Salir em 1490 e Senhor das Lezírias da Palmeira e Tamargueira e de metade da Quinta de Mafra. Foi Senhor de Angeja.

## Relações familiares
Foi filho de D. Pedro de Noronha (1379 - 12 de Agosto de 1452), arcebispo de Lisboa de Branca Dias Perestrelo (c. 1390 -?), filha de Fillipo Pallastrelli e de Catarina Vicente. Casou em 1475 com Constança de Albuquerque (1450 -?) filha de Gonçalo de Albuquerque, 3.º Senhor de Vila Verde dos Francos (1420 -?) e de D. Leonor de Meneses (c. 1420 -?), de quem teve:
1. D. Afonso de Noronha (1480 -?) casou com Leonor Jácome.
2. D. Isabel de Castro (1470 -?) casou com Pedro Álvares Cabral, o descobridor do Brasil.
3. D. Álvaro de Noronha (1475 -?), governador de Azamor casou com Mécia de Távora.
4. D. Garcia de Noronha (1480 -?), 3.º vice-rei da Índia casou com D. Inês de Castro.
5. D. Jorge de Noronha,
6. D. António de Noronha (?- 1510),
7. D. Leonor de Noronha (c. 1480 -?) casou com Martim Vaz Mascarenhas, comendador de Aljustrel.